# NGC 7443
NGC 7443 في الفهرس العام الجديد، هي مجرة، تقع في كوكبة الدلو. اكتشفت في 3 أكتوبر 1785 بواسطة ويليام هيرشل.

## روابط خارجية
- NGC 7443 على موقع ويكي سكاي: DSS2, SDSS, GALEX, IRAS, Hydrogen α, X-Ray, Astrophoto, Sky Map, Articles and images